# کونچه
کونچه (به بلغاری: Konche) یک منطقهٔ مسکونی در بلغارستان است که در شهرستان مومچیلگراد واقع شده‌است.